# Інженерна вулиця (Миколаїв)
Ву́лиця Інжене́рна — вулиця в історичній частині міста Миколаєва загальною протяжністю близько 1,5 кілометра. Обмежується Адміральською вулицею на півночі і Пограничною вулицею на півдні.

## Історія і розташування
Свою назву отримала у 1835 році, коли поліцмейстер Г. Г. Автомонов запропонував її через те, що на цій вулиці розташовувався Інженерний (понтонний) парк Південного військового округа. Є однією з небагатьох вулиць в історичній частині міста, яка ніколи не перейменовувалася.
Вулиця бере свій початок на півночі, від вулиці Адміральської, перетинає вулиці Вадима Благовысного, Спаську, Велику Морську, Марка Кропивницького, Центральний проспект і йде до вулиці Ігоря Бедзая, де її перериває бульварна частина. Після неї продовжується до вулиці Пограничної, де й закінчується. 

## Будинки, пам'ятки
- За адресою вулиця Інженерна, 1 розташовується адміністрація Центрального району Миколаєва.
- На кварталі між вулицями Адміральською і Вадима Благовісного вулиця йде вздовж Манганаріївського скверу — колишньої частини Адміралтейської площі, названої на честь одного з військових губернаторів Миколаєва М. П. Манганарі.
- За адресою вулиця Інженерна, 2 розташовується будинок, де проживав корифей українського театру П. К. Саксаганський.
- За адресою вулиця Інженерна, 6 розташовується будинок, де з кінця XIX століття розташовувалося французьке консульство. Сама будівля має статус пам'ятки архітектури місцевого значення.
- На перетині з Центральним проспектом знаходиться сквер імені А. Д. Антонюка — українського художника-живописця. Тут же розташовується міський будинок художника та Миколаївська обласна організація Національної спілки художників України.

## Галерея

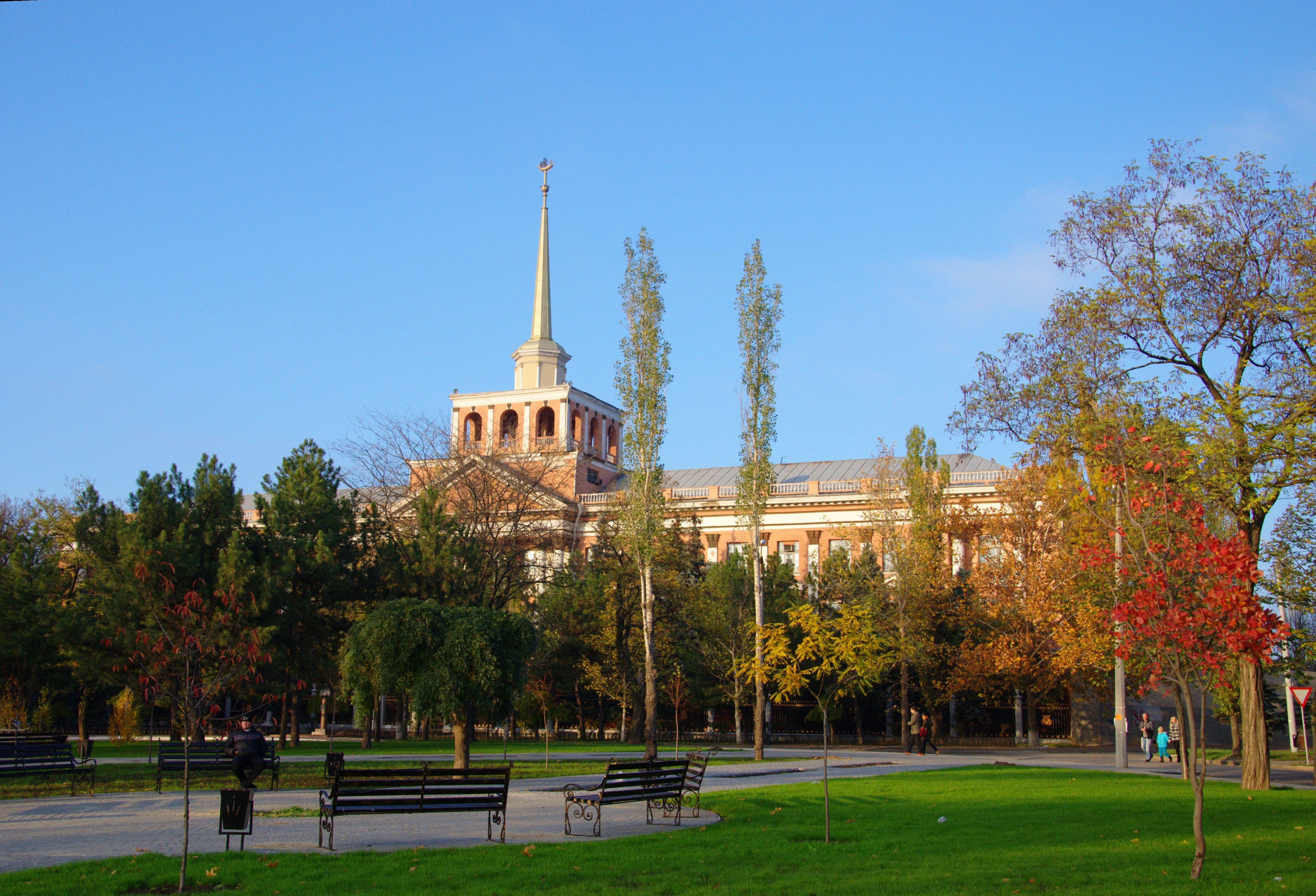
Манганаріївський сквер
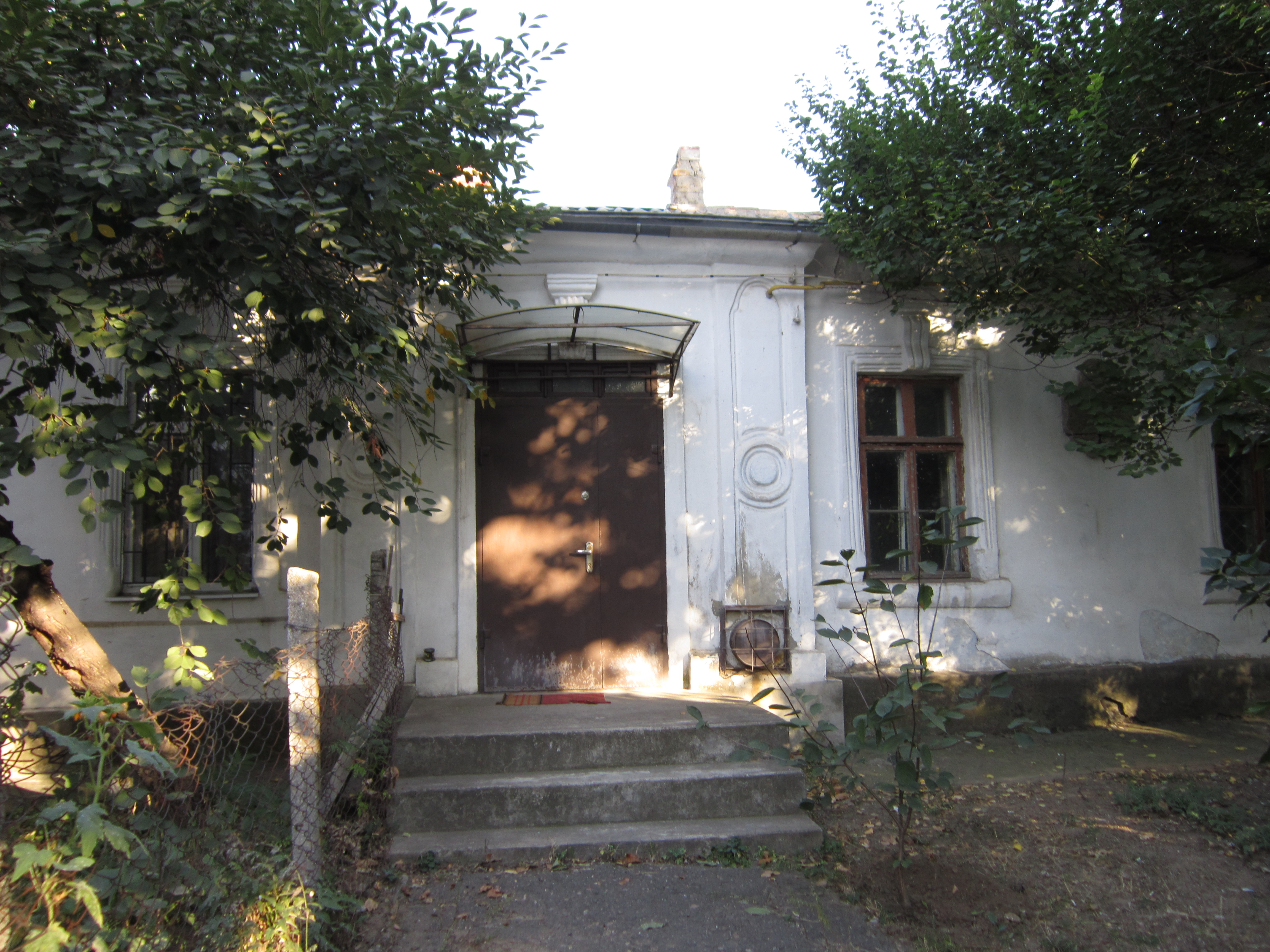
Будинок, де проживав П. К. Саксаганський
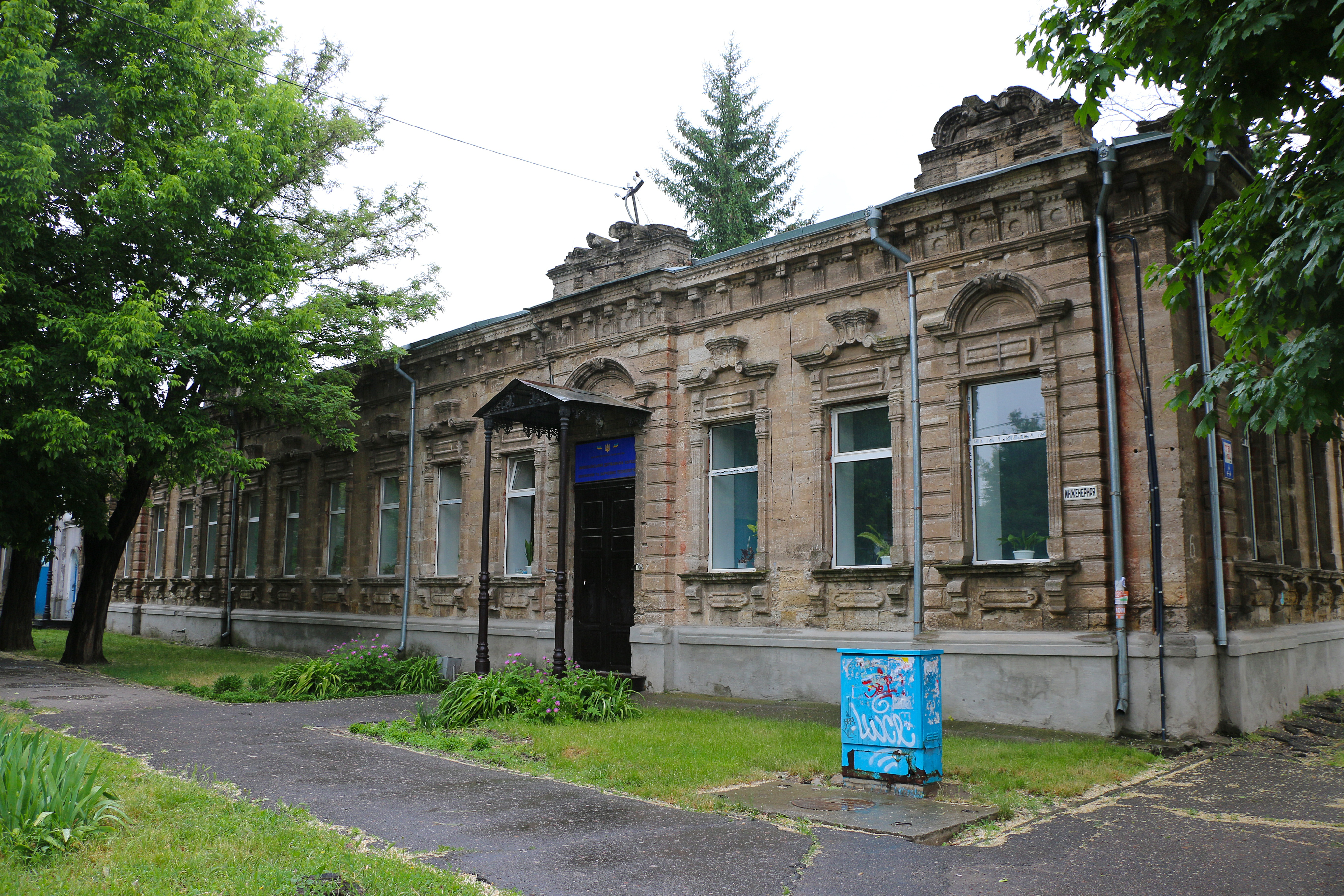
Будинок, де з кінця XIX століття розташовувалося французьке консульство